# ネックス・プラザ
ネックス・プラザ（NEX PLAZA）とは、愛知県名古屋市北区清水四丁目にある、名古屋高速道路の情報を扱っている広報資料センター（企業博物館）。
名古屋高速道路の黒川出入口の内側に存在する。建物内には、名古屋高速道路公社の管理部の事務所及び道路管制室、保全施設部もある。なお、ビル自体が、道路法上の道路区域（道路付属物）に指定されているため、通常のオフィスビルとは扱いが異なる（ビルの工事は道路工事に準じた扱いとなるなど、強いて言えばビル自身が“道路”の扱いとなる）。

## 施設概要
- 1階：名古屋高速道路広報資料センター1
- 2階：名古屋高速道路広報資料センター2
- 3階〜：名古屋高速道路公社管理部・保全施設部

## 名称の由来
「NEX PLAZA（ネックス・プラザ）」の「NEX」とは、名古屋高速道路の英語訳である「Nagoya Expressway」の頭文字を取ったもの。「PLAZA」は、スペイン語で「広場」や「人が集まる場所」を表す言葉。

## 年表
- 1997年（平成9年）10月13日 - オープン[1]。
- 2007年（平成19年）10月6日 - 10月8日 - 10周年記念フェスティバル開催。

## 所在地
- 愛知県名古屋市北区清水四丁目17-30 名古屋高速道路公社黒川ビル内

## 交通アクセス
- 名古屋市営地下鉄名城線 黒川駅より徒歩で約4分。
- 名鉄瀬戸線 清水駅より徒歩で約10分。